# Лайош Балажович

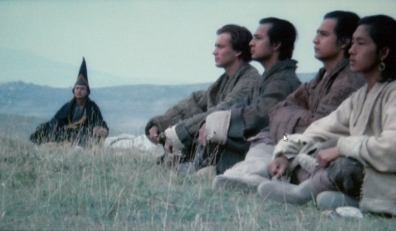
Кадр із фільму «Міларепа» (1974), в якому знявся Балажович

Лайош Балажович (Балажовіц) (угор. Balázsovits Lajos; (4 грудня 1946 , Надьканіжа, Зала  — 19 липня 2023 , Будапешт ) — угорський актор.

## Життєпис
У 1965—1969 роках Лайош Балажович навчався в Академії театру та кіно у Будапешті . У 1968 році дебютував у кінематографі у картині Кароя Макка «Перед богом і людьми». Найбільшу популярність акторові принесли ролі у фільмах Міклоша Янчо: «Світлі вітри» (1968), « Червоний псалом» (1972), «Електра, любов моя» (1974) й особливо «Приватні пороки, суспільні чесноти» (1976) та «Угорська рапсодія» (1979), де Балажович виконав головні ролі. Надалі знімався у телесеріалах, фільмах для дітей та юнацтва. Грав також у різних театрах Будапешта — серед іншого виконав роль Йосипа Сталіна в інсценуванні роману Анатолія Рибакова «Діти Арбата». З 1990-х років виступав як театральний режисер.
Помер 19 липня 2023 року в угорській столиці Будапешті.

## Фільмографія
- Вибрана фільмографія
- Піднятий камінь (1969)
- Протистояння (1969)
- Червоний псалом (1972)
- Міларепа (1974)
- Електра, моя любов (1974)
- Дуже моральна ніч (1977)
- Угорська рапсодія (1979)
- Бізалом (1980)
- Реквієм (1982)
- Сезон монстрів (1987)
- Марія, мати Ісуса (1999)
- Принц і жебрак (2000)